# スキンカリオール
スキンカリオール（Schincariol）はかつてブラジルに存在したビール及び清涼飲料水メーカーである。2011年、キリンホールディングスの完全子会社となり、2012年に社名をブラジルキリンに変更した。しかし2017年にはハイネケングループの完全子会社となり、同年4月より社名をハイネケンブラジルに変更した。

## 概要
1939年、プリモ・スキンカリオール（Primo Schincariol）によってイトゥー市で創業された。当初は清涼飲料水とリキュール類を販売。1980年代、独自のビールブランド「スキンカリオール」を発売してビール業界に参入。1990年代以降に工場の新設を開始し、2000年代には複数の地ビール会社の買い取りを行い、急成長を見せた。地場のビールメーカーとしては10%台の販売シェアながら首位（ブラジル国内の首位はアンハイザー・ブッシュ・インベブ）。こうした点などが評価され、2011年には日本のキリンホールディングスに買収され子会社化された。

## 主な商品
- ビール
  - ノヴァ・スキン（Nova Schin）
  - デヴァッサ（Devassa）
  - バデン・バデン（Baden Baden）
  - アイゼンバーン（Eisenbahn）

- 清涼飲料水
  - イトゥバイーナ（Itubaína）

## キリンによる買収と社名変更、ハイネケンへの売却
2011年8月2日、キリンはスキンカリオール創業者の息子であるアレシャンドレ・スキンカリオールとアドリアーノ・スキンカリオールのアレアドリ社（スキンカリオールの持ち株比率50.45%）から39億5千万レアルでその持株を買収し、スキンカリオールを子会社化することを発表。しかし、スキンカリオールは同族会社であり、創業者一族からの買収方法が定款に抵触し、無効であるものとして少数株主に訴えられた。イトゥー市裁判所は、同年8月4日に仮処分申請を部分的に認めたが、同年10月11日、サンパウロ州裁判所はで当該命令を取り消す旨の決定を下した。。翌11月4日、キリンはスキンカリオールの少数株主であるジャンダルジ社が保有していた49.54％を23億5千万レアル（約1050億円）で取得し、完全子会社化すると発表。なお、提起されていた仮処分及び訴訟申し立てについては、全当事者間で取り下げの合意書が締結され、イトゥー市裁判所の承認を経て終結。
2012年11月12日、キリンはスキンカリオールの社名を「ブラジルキリン」へ変更することとそれに合わせた新ロゴを発表した。
2017年2月13日、キリンはブラジルキリンの全株式をオランダのハイネケングループへ売却することを発表、同年4月より社名を「ハイネケンブラジル」へ変更した。